# 野崎美波
野崎 美波（のざき みなみ、minami nozaki、1976年 - ）は、日本の作曲家、編曲家、ピアニスト。東京都出身。

## 概要
主に映画、ドラマ、CMなどの音楽を手がけている。
東京女学館中学校・高等学校、日本大学芸術学部音楽学科情報音楽コース卒業。
大学在学中の1996年、第19回ぴあフィルムフェスティバルグランプリ作品「ゴキブリマン」の音楽を担当し、キャリアをスタートさせる。オリジナルCD作品も発表している。
やわらかく、透明なピアノ音楽を中心にしながら、コンピューターと生楽器を駆使したドリーミーな音楽性、時としてイノセンスが暴走するハードな音楽性など、様々な面を併せ持つ。一度聴いたら忘れられない不思議なメロディも特徴的。

## ディスコグラフィー

### オリジナル・アルバム
- Lamps Of Heaven Nowgomix Records （2002年）
- ハルモニア 東芝EMI （2005年）
- Air Nowgomix Records  （2011年）

### サウンドトラック
- Film Works Vol.1　映画音楽作品集 （2006年）
- ディロン　運命の犬　オリジナルサウンドトラック（2006年）
- 星の王子さま　reading and music（2007年）
- Film Works Vol.2 東京　映画音楽作品集（2012年）
- アニメ「狐狸之声 - Voice of Fox-」オリジナル・サウンドトラック（2018年）

## 主な作品

### 長編映画
- 学校の階段　監督：篠原哲雄、ウスイヒロシ、谷口正晃 （2004年）
- こいばな 学校の階段2　監督：篠原哲雄 （2005年）
- 僕と彼女の×××　監督：浜本正機 （2005年）
- 三年身籠る　監督：唯野未歩子 （2006年）
- Presents〜合い鍵〜　監督：日向朝子 （2006年）
- ラムネ　監督：篠原哲雄 （2010年）
- 森崎書店の日々　監督：日向朝子（2010年）
- 吉祥寺の朝日奈くん　監督：加藤章一（2011年）
- 夕闇ダリア　監督：池田千尋（2011年）
- フォーゴットン・ドリームス　監督：日向朝子（2011年）
- 惑星のかけら　監督：吉田良子（2011年）
- 東京無印女子物語　監督：大九明子（2012年）
- さまよう獣　監督：内田伸輝（2013年）
- 好きっていいなよ 挿入曲「bus stop」提供　監督：日向朝子（2014年）
- 案山子とラケット ～亜季と珠子の夏休み～　監督：井上春生（2015年）
- 妖怪人間ベラ　監督：英勉（2020年）
- 空巣　監督：張唯（中国公開）（2020年）

### ショートフィルム
- ゴキブリマン　監督：福津泰至 （1996年）
- Finder　監督：日向朝子 （2002年）
- ニワトリ 監督：日向朝子（2004年）
- OVERCOAT & MITTEN　監督：日向朝子（2005年）
- 非女子図鑑　B（ビー）監督：深川栄洋（2009年）
- 一枚の履歴書　監督：日向朝子（2011年）
- 温泉兄妹　監督：池田千尋（2011年）
- ご機嫌ななめ　監督：日向朝子（2012年）
- SNS～いつか逢えたら～　監督：照屋年之（2013年）
- BORELO:January　監督：日向朝子（2016年）
- BORELO:February　監督：日向朝子（2016年）
- HARMONY　監督：日向朝子（2019年）
- 高崎物語　監督：日向朝子（2020年）
- LIGHTS AND NIGHTS　監督：日向朝子（2020年）
- An Old Car 高崎の車　監督：日向朝子（2020年）

### テレビドラマ
- ディロン〜運命の犬（NHK土曜ドラマ、2006年）
- 週刊赤川次郎（テレビ東京、2007年）共同名義
- かわい子くん 藤子・F・不二雄のパラレル・スペース 第4話（WOWOW、監督：筧昌也、2008年）
- 豆腐姉妹（WOWOW、監督：筧昌也、2010年）
- 世にも奇妙な物語 21世紀 21年目の特別編（フジテレビ、監督：筧昌也、2011年5月14日）
- おとりよせ王子 飯田好実（メーテレ・ひかりTV・tvk他、監督：筧昌也 他、原作：高瀬志帆、2013年）
- 大江戸スチームパンク（テレビ大阪、監督：筧昌也、2019年）テーマ音楽提供
- バベル九朔（日本テレビ・シンドラ、監督：筧昌也・田中健一、2020年）
- イップス（フジテレビ・金9、監督：筧昌也、2024年）

### ドキュメンタリー番組
- H（アッシュ）/監督：井上春生/ スカイパーフェクトTV（2016年）
  - 冬、ゴチソウサマ。 東直子
  - サヨウナラ春。 東直子
  - 秋、オカエリナサイ。東直子
  - 夏 ハジメマシテ。東直子

### アニメ
- Wind -a breath of heart- OVA（2004年）
- わんわ　Genius Party Beyond 監督：大平晋也（2008年）
- 狐狸之声 監督：於地紘仁[2]（2018年）
- みちるレスキュー! 監督：於地紘仁（2020年）

### WEB、配信ドラマ
- ある日突然グリーンマシーンHONDA　監督：筧昌也（2008年）
- ロス:タイム:ライフ猫編　監督：筧昌也（2009年）
- あなたに逢いたい　BeeTV　監督：筧昌也（2015年）
- 妖怪人間ベラ 〜Episode 0〜　Amazonプライム・ビデオほか
  - 監督：筧昌也、平林克理、土岐洋介　（2020年）

### CM
- TOYOTA
  - エコプロジェクト（2002年）
  - ヴィッツ（2003年）
- エスエス製薬ドリエル（2003年 - 2008年）
- TOTO発汗生活（2003年）
- マクロミルラジオCM（2004年 - 2011年）
- KUMON（2007年）
- 龍角散（2009年）監督：筧昌也
- ミセコレ　ラジオCM 作曲・編曲・演奏・歌（2013年）
- JAL ミニドラマシリーズ作曲・演奏 
  - 第1弾「夢の翼」　作曲・演奏　監督：鈴木太一（2013年）　
  - 第3弾「想いの詰まった暗証番号」　監督：鈴木太一（2014年）　
  - 第4弾「夢の翼」　作曲・演奏　監督：鈴木太一（2014年）
- Antenna ラジオCM　『スマートフォンで旅に出よう 明日/来週』篇 編曲・歌唱（2014年）
- エクシブ湯河原離宮 PV, TV-CM（2017年）

### プラネタリウム
- 多摩六都科学館
  - 「ペガロク〜ふるさとにかえる〜」（2011年）
  - 「ペガロク〜タマゴ星をすくえ!〜」（2014年）
- 宇宙のひみつがわかるえほん（2019年）プラネタリウム番組　監督：名取孝浩

### オリジナルDVD
- リサとガスパール　絵本DVD「リサ」「ガスパール」（2010年）
- 押忍!ソックモンキー DVD（2011年）

### その他
- ラジオたんぱ2001年度ジングル
- SONY VAIO_GT UrecSight用音楽、効果音（2001年）
- 任天堂 ニンテンドー ゲームキューブ 「動物番長」編曲 （2002年リリース、音楽：立花ハジメ）
- NTTdocomo ｉモード公式サイト「The END」着信メロディ編曲（立花ハジメ監修）
- TOTO「発汗生活」ネットムービー音楽（2003年）
- マツダ
  - 「マツダ・アクセラ」ネットムービー音楽（2003年）
  - 「マツダ・アテンザ」ネットムービー音楽（2003年）
  - 「マツダ・プレマシー」スペシャルサイト音楽（2006年）
  - 「マツダ・デミオ」オフィシャルサイト音楽（2006年）
- ニチレイ　グッドストーリー　WEB用音楽（2004年）
- マネックス証券　WEB用音楽（2004年）
- 浜田省吾ON THE ROAD 2006-2007 "MY FIRST LOVE IS ROCK'N'ROLL"用短編映画「初恋」（2006年）監督：谷口正晃
- カネボウ「MFC」オフィシャルサイト音楽（2007）
- ソニーデジタル・シネマ・カメラF23のプロモーション短編映画「紅い灯」（2007年）監督：谷口正晃
- TBSラジオ　星の王子さま（2007年）
- マクロミル、モニタサイト「さあ、はじめてみる」ムービー音楽（2008年）
- すぐネットPC  ドラマチックツイートムービー「だれだっけと言われる男」（2011年）監督：日向朝子
- ビューティフルハミングバード
  - CDみんなのうた「ウメボシジンセイ」から「まるで世界」「まっくら森の歌」編曲（2011年）
- イー・モバイル STREAM X　インターネット・店頭用音楽（2013年）
- 映画製作会社「 オブスキュラ」サウンドロゴ（2013年）
- 長谷川和彦監督「青春の殺人者」HDデジタル・ニューマスター版 特典映像音楽（2014年）監督：樋口尚文
- 夏樹陽子「JuwelActress Yoko Natsuki』PV 作曲（2014年）
- 東京スカイツリータウン
  - ドリームクリスマス2014　プロジェクションマッピング 作曲・編曲
- 表参道ヒルズ
  - クリスマス2017 特別演出音楽（音楽、演奏、歌唱）（2017年）
  - クリスマス2018 特別演出音楽（音楽、演奏、歌唱）（2018年）
- ハブラシ戦士プロモーション映像、背景音楽（2018年）
- ゆめ太カンパニーサウンドロゴ（2020年）